# Jasion
Jasion – wieś w Polsce położona w województwie łódzkim, w powiecie opoczyńskim, w gminie Żarnów.
W latach 1975–1998 miejscowość administracyjnie należała do województwa piotrkowskiego.
Wierni Kościoła rzymskokatolickiego należą do parafii Niepokalanego Serca NMP w Machorach.

## Historia
Tereny, na których leży obecnie miejscowość, od wieków wchodziły w skład dóbr Machory. Właścicielami ich byli do 1802 Dołęgowie, a później Dembińscy. W 1814 dobra Machory i Korytków kupił Samuel Leopold Antoni Fraenkel.
W 1826 małżonkowie Atalia i Samuel Fraenkel sprzedali synowi Atalii, Józefowi Ludwikowi Laskiemu Machory, Młynek, Marcinków, Adamów, Chełsty, Wyszynę, Piasek i Sulborowice za 350 000 zł.
W 1862 Machory oraz Klew i Sulborowice stały się własnością Antoniego Laskiego i Ludwiki z Laskich, małżonki Rudolfa Beningsena. Bohdan Baranowski podaje, że w obrębie folwarku Machory powstały wtedy nowe kolonie: Antoniów, Cegielnia, Jasin(Jasion), Maliny, Dąbrowa (Nowa Góra) i Podlesie.
Słownik geograficzny Królestwa Polskiego w tomie wydanym w 1882 wymienia Jasion jako wieś włościańską w powiecie opoczyńskim, w gminie Machory, parafii Żarnów. Podaje, że w 1827 znajdowało się we wsi 21 domów zamieszkałych przez 153 mieszkańców. Około 1882 pozostało w Jasionie 7 domów z 49 mieszkańcami. Miejscowość położona była na 263 morgach ziemi.
Ostatnim prywatnym właścicielem tych ziem był Ludwik Bayer.